# Tambor

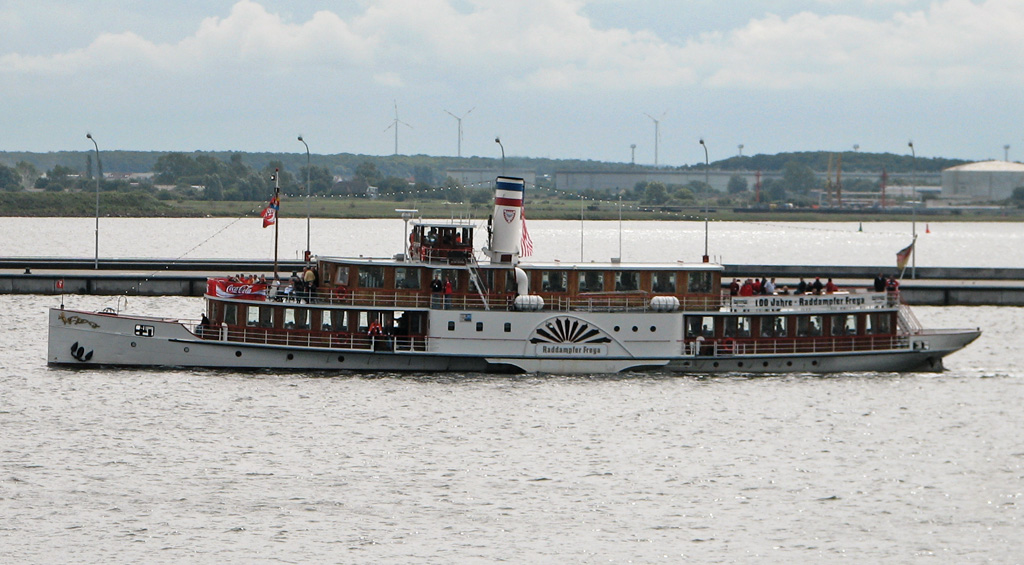
Statek "Freya" - widoczne ażurowe tambory w bryle nadbudówek na śródokręciu

Tambor – (hiszp. tambor - bęben) osłona górnej części (wystającej ponad powierzchnię wody) bocznych kół łopatkowych na statkach z napędem bocznokołowym. Tambory miały na celu głównie ochronę kół łopatkowych przed uszkodzeniem, kiedy statek stykał się z burtą innego statku lub innym obiektem.
Tambory czasami były ażurowo zdobione, zwłaszcza na statkach wycieczkowych, często malowano na nich również nazwę statku (zwłaszcza na rzecznych statkach amerykańskich). W części statków rzecznych tambory były wbudowane w bryłę nadbudówek.